# 鈴原みらん
鈴原 みらん（すずはら みらん、1999年3月30日 - ）は、日本のAV女優。C-more ENTERTAINMENT所属。

## 経歴
2022年1月13日にSODstar専属女優としてAVデビュー。
高校はアメリカで過ごし、首席で卒業したという。日本語、英語、韓国語の3か国語が話せる。留学のきっかけは英語が話せるようになりたかったから。高校時代より英会話教室にいていたこともあり、聞き取りはできたが、留学中ではコミュニケーションに苦労したという。成績優秀者として首席で卒業しているものの「当時はとがっていた」とのことで卒業式は出ていない。
高校時代は金髪に染めていたが、帰国後は黒髪に戻している。
AV出演については「日本のAVやエロ文化って世界的にも注目されているコンテンツなので海外での活動も視野に入れてデビューを決めました」と志望動機を述べている。

## 人物
- 趣味は美容、メイク[3]。
- デビュー発表時点では生年非公表であったが、22歳であること、誕生日が3月30日であることを明かしたため、生年が判明している。
- 共演者である紗倉まなは「めちゃくちゃクレバーな方」と評している[4]。偏差値は70[5]。
- 2022年の抱負は「ステキな作品をたくさん世に出せますように」[4][6]。

## 作品

### アダルトビデオ
2022年
- SODstar 鈴原みらん AV Debut（1月13日、SODクリエイト）※ Blu-ray同時発売
- 初めての絶頂快楽で全身ガクブル痙攣 イカセタイマン 高身長170cmGカップ 帰国子女現役大学4年生 鈴原みらん（2月20日、SODクリエイト）[7]
- 高身長170cmGカップ帰国子女ソープ解禁!スレンダー巨乳女子大生がソープランド初体験入店!! 鈴原みらん（3月10日、SODクリエイト）
- 初めての絶頂温泉で170cmGcup帰国子女がイキすぎちゃった!本能解放!!さらなるエロス開眼ケモノSEXドキュメント!!! 鈴原みらん（4月7日、SODクリエイト）[8]
- エロ偏差値が高すぎる巨乳家庭教師に誘惑され10発も射精させられちゃった童貞だった僕。（5月12日、SODクリエイト）
- 全身隈なくねっとり舐められながら密着性交 鈴原みらん（6月9日、SODクリエイト）
- フライト無い日は1日中ホテルでハメまくる 隠れビッチでヤバすぎるCAのお姉さん（7月7日、SODクリエイト）
- イ●スタで人気のランジェリーモデルが、オジサンカメラマンとのスキャンダル不倫性交。 鈴原みらん（8月11日、SODクリエイト）

### イメージビデオ
2022年
- Miran 君だけのエデン（5月19日、REbecca）共演：小宵こなん、時田亜美[9]　※ Blu-ray同時発売

## 書籍・出版

### デジタル写真集
- 鈴原みらん G乳天使の誘惑 vol.1 FRIDAYデジタル写真集（2022年6月10日、講談社）
- 鈴原みらん G乳天使の誘惑 vol.2 オール未公開100カット超完全版 FRIDAYデジタル写真集（2022年6月10日、講談社）

## 出演

### テレビ
- ケンコバのバコバコナイト（2021年12月、サンテレビ）

### ラジオ
- 紗倉まなとニューヨークのマジックミラーナイト（2022年1月2日、1月9日、文化放送）

## 外部サイト
- 鈴原みらん SODstar
- 鈴原みらん 所属事務所によるプロフィール - ウェイバックマシン（2022年1月11日アーカイブ分）